# Tramvaiul din Innsbruck
Rețeaua de tramvaie din Innsbruck face parte din sistemul de transport public din orașul Innsbruck, care este capitala landului Tirol din Austria. Prima linie de tramvai, cu tracțiune cu aburi, a fost dată în exploatare în 1891. Rețeaua este operată de IVB, pentru Innsbrucker Verkehrsbetriebe, societate publică care administrează o parte a transportului în comun din oraș.

## Istoric

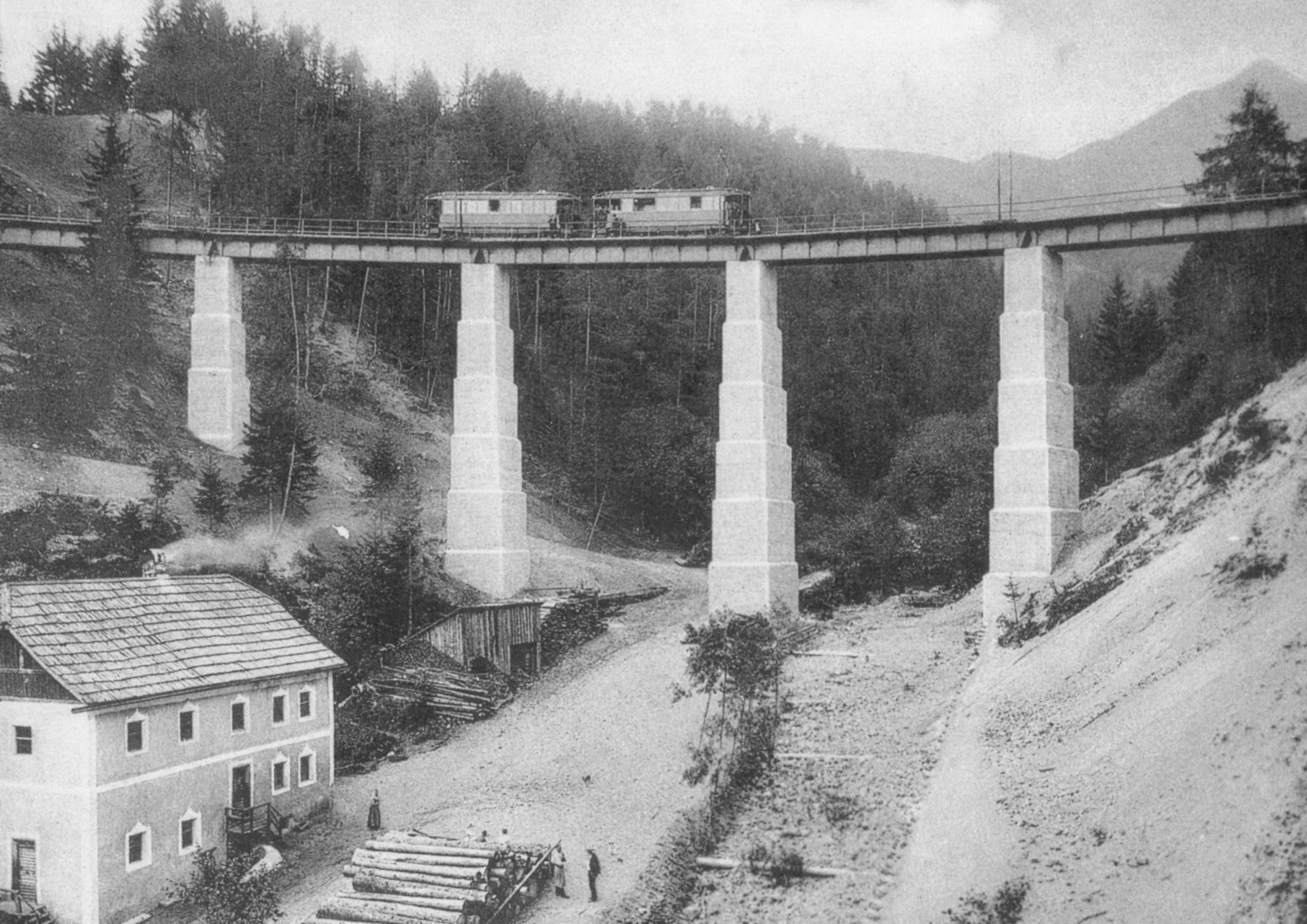
Тramvai pe viaduct

Concesiunea pentru construirea primei linii de tramvai a fost eliberată în 1889. Prima linie a fost dată în funcțiune la 1 iulie 1891. Acest prim traseu avea 12.1 km lungime și era deservit de tramvaie cu aburi.
Prima linie electrificată de tramvai a fost inaugurată la 15 iulie 1905. Începând cu anul 1999, rețeaua de tramvaie a intrat într-un proces de modernizate și de înlocuire a materialului rulant. Fiecare tren era format dintr-o locomotivă mică și trei vagoane remorci. Linia pornea din stația Bergiselbahnhof din Innsbruck.
Rețeaua de tramvai are o lungime de 19,5 km, un ecartament metric (1000 mm) și este formată din trei linii. În plus față de sistemul de tramvai tipic, în Innsbruck operează tramvaiul interurban STB (Stubaitalbahn), cu o lungime de 18 km.

## Starea actuală și planurile de dezvoltare
Tariful este unic pentru toate liniile de tramvaie din Innsbruck: 1,80 euro (întreg) și 1,20 euro (cu reducere pentru copii, tineri și pensionari).
În anul 2008 au fost comandate pentru noua linie propusă a fi construită 10 tramvaie noi Bombardier cu podea joasă. Lucrările de construcție a unei noi linii de tramvai a demarat la începutul anului 2010.

## Linii
Rețeaua este formată din patru linii:
- Linia 1 (dată în exploatare în 1905): Bergisel – Mühlauer Brücke
- Linia 3 (dată în exploatare în 1911): Anichstraße – Amras
- Linia 6 (dată în exploatare în 1900): Bergisel – Innsbruck-Igls
- Linia STB (dată în exploatare în 1983): Innsbruck - Fulpmes

## Imagini

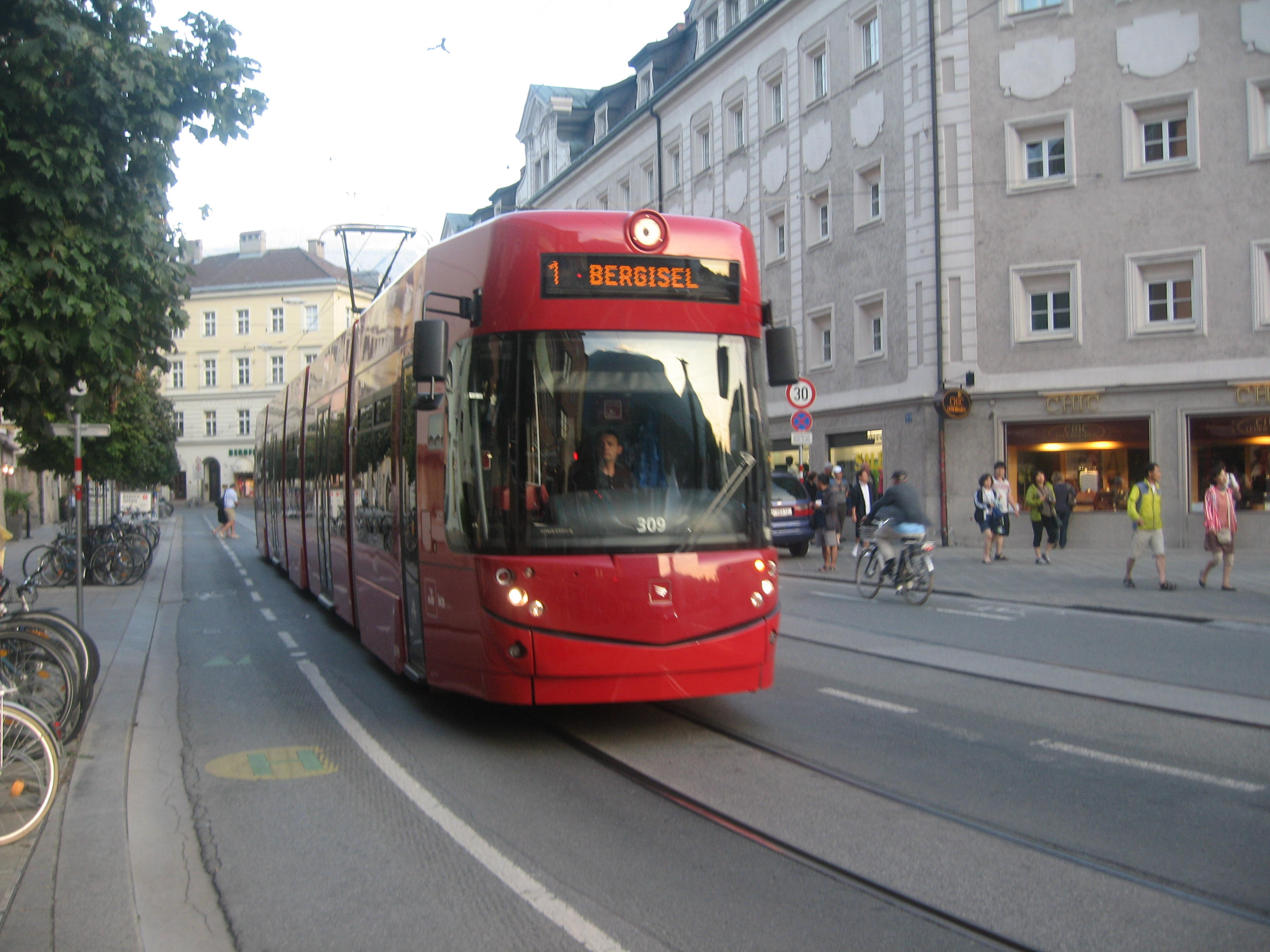
Tramvai circulând pe Marktgraben
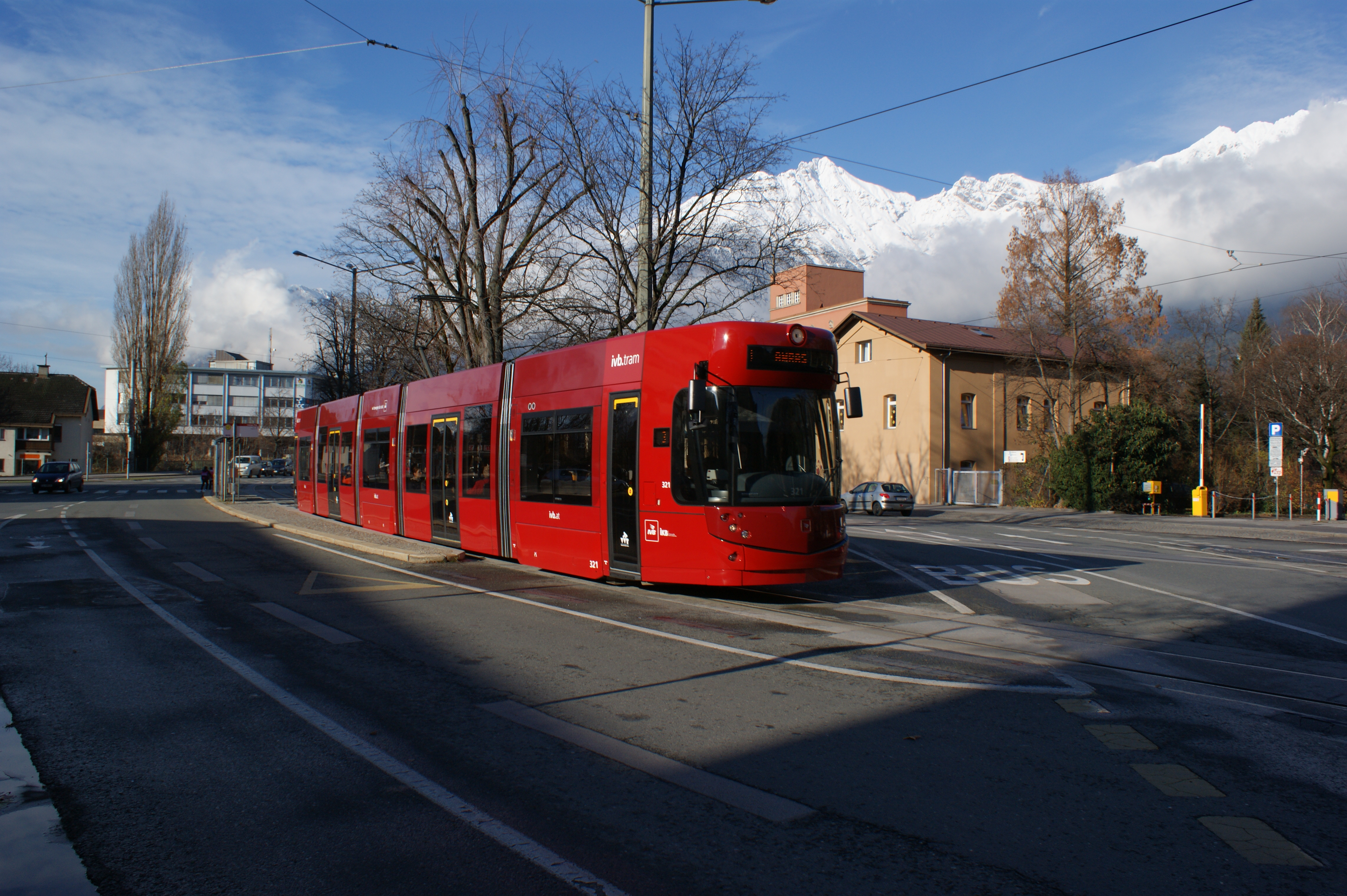
Tramvai TW321 circulând prin Leipziger-Platz
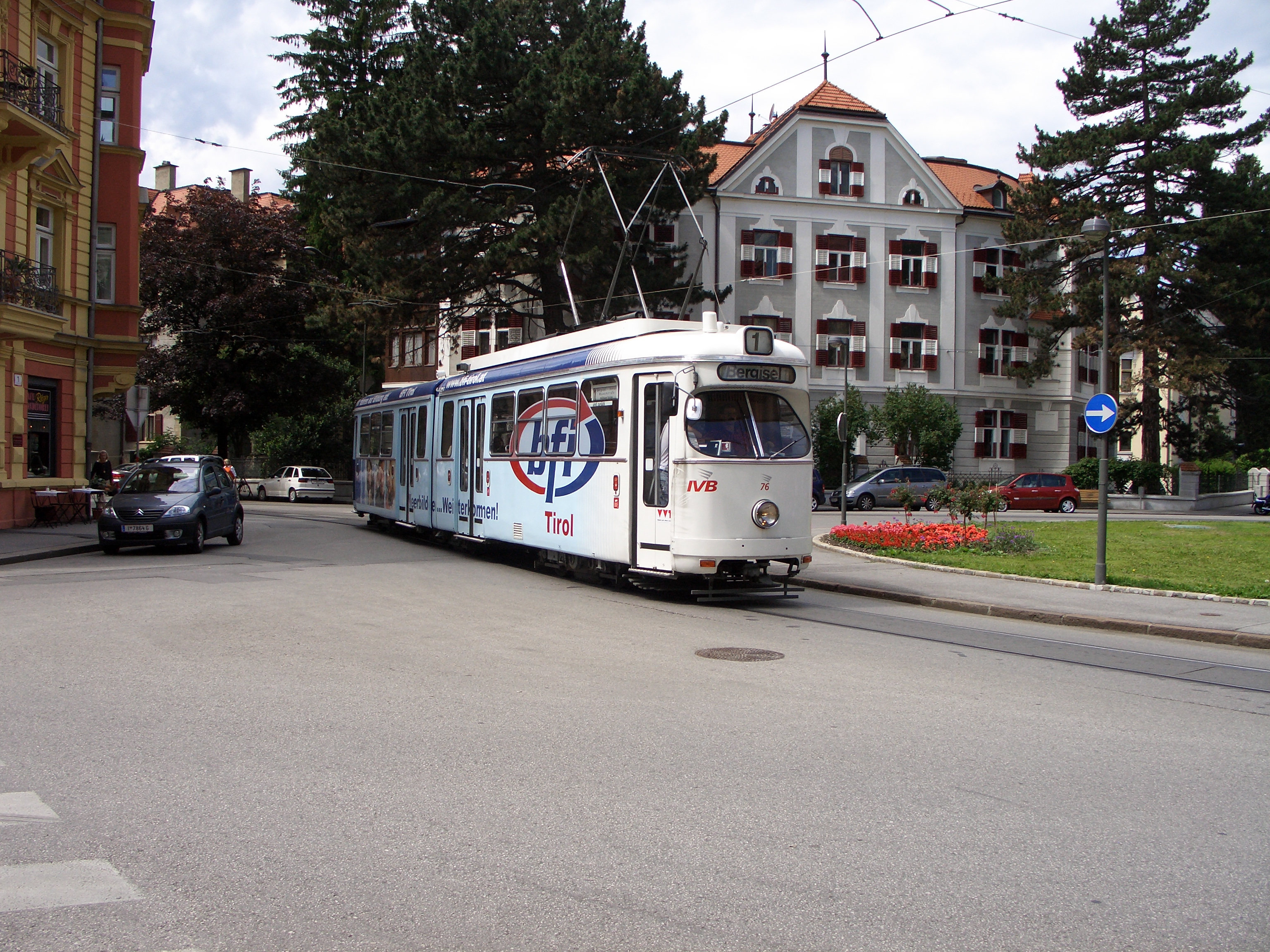
Tramvai TW76 circulând prin Claudiaplatz